# Parting Glances
Parting Glances és una pel·lícula estatunidenca estrenada en 1986. Realitzada en base la realitat i la vida dels homosexuals en els anys 1980 durant el mandat de Ronald Reagan i en una època d'epidèmia de sida. Va ser protagonitzada per Richard Ganoung, John Bolger i Steve Buscemi. Molts crítics de cinema consideren aquesta pel·lícula com una important obra de la història del cinema gai i una pel·lícula de culte d'aquest gènere El director, Bill Sherwood, va morir a causa de la sida en 1990. Steve Buscemi va ser el primer actor de la història a representar una persona amb sida en una pel·lícula.

## Argument
La història gira al voltant d'una parella homosexual, Robert (John Bolger) i Michael (Richard Ganoung), uns joves de vint anys que viuen a la ciutat de Nova York. Robert està per abandonar la ciutat per a treballar durant dos anys a Àfrica, mentre que el seu company, Michael, es queda. L'ex-xicot de Michael, Nick (Steve Buscemi), a qui li cuina i de qui encara està enamorat, té sida.
Parting Glances es desenvolupa en un període de dos dies, algunes de les escenes prenen lloc en la festa de comiat de Robert a la casa d'una amiga de la parella, Joan (Kathy Kinney), i en un sopar del cap de Robert, Cecil (Patrick Tull), i la seva esposa, Betty (Yolande Bavan), que tenen un matrimoni poc convencional.
Encara que està classificada com a drama, la pel·lícula també conté molts moments còmics. Els crítics van elogiar els enginyosos i realistes diàlegs i el detallat ambient urbà gai dels anys '80 a Manhattan. Parting Glances va ser una de les primeres pel·lícules a tractar de manera realista la temàtica de la sida, i l'impacte d'aquesta, llavors, nova malaltia en la comunitat gai.
Les cançons "Love and Money", "Smalltown Boy" i "Why" de Bronski Beat van ser incloses com a banda sonora.

## Preservació
L'any 2006, Outfest i l’UCLA Film and Television Archive van anunciar que la pel·lícula seria la primera a ser restaurada com a part del projecte d’Outfest.
Al juliol de 2007 dins del Outfest Legacy Project, una versió restaurada de Parting Glances va ser estrenada en el Director's Guild of America en Los Angeles. Les quatre majors estrelles de la pel·lícula, Richard Ganoung, John Bolger, Steve Buscemi i Kathy Kinney van ser presents entre el públic i van participar d'un panell de debat després de la projecció. La pel·lícula restaurada també va ser estrenada al Lincoln Center de Nova York a l'octubre de 2007.

## Ressenyes i reconeixements
Parting Glances va ser la primera pel·lícula important de Steve Buscemi. Janet Maslin de The New York Times va escriure: "És mèrit d'ell [Buscemi] i de la pel·lícula que l'angoixa de la sida sigui presentada com a part d'una estructura social més gran, entès dins d'un context i mai des d'un punt de vista sensibler".
En 2012 la pel·lícula va ser col·locada en el número 35 de les 100 millors pel·lícules gais en una llista realitzada per Afterelton.com.

## Repartiment
| Actor            | Personatge         |
| ---------------- | ------------------ |
| Richard Ganoung  | Michael            |
| John Bolger      | Robert             |
| Steve Buscemi    | Nick               |
| Adam Nathan      | Peter              |
| Kathy Kinney     | Joan               |
| Patrick Tull     | Cecil              |
| Yolande Bavan    | Betty              |
| Andre Morgan     | Terry              |
| Richard Wall     | Douglas            |
| Jim Selfe        | Company de Douglas |
| Kristin Moneagle | Sarah              |
| John Siemens     | Dave               |
| Bob Koherr       | Sam                |
| Elaine Swayneson | Dona jamaicana     |